# Lucius Calpurnius Piso Frugi
Lucius Calpurnius Piso Frugi (* um 180 v. Chr., † nach 120 v. Chr.) war ein römischer Geschichtsschreiber und Politiker. 133 v. Chr. amtierte er als Konsul.

## Leben
Lucius Calpurnius Piso entstammte dem plebejischen Geschlecht der Calpurnier. Sein Vater führte das Pränomen Lucius. 149 v. Chr. amtierte Piso als Volkstribun und brachte in dieser Eigenschaft das erste Gesetz gegen Erpressungen (Lex Calpurnia de pecuniis repetundis) ein. Es hatte die Gründung des ersten ständigen Gerichtshofs gegen Kriminalverbrechen (Quaestio perpetua) zur Folge und war in der Geschichte des römischen Strafrechts von großer Bedeutung. Daher blieb es lange in Erinnerung, obwohl die Lex Acilia 121 v. Chr. an seine Stelle trat. Als Prätor kämpfte Piso um 136 v. Chr. im Ersten Sklavenkrieg auf Sizilien unglücklich gegen unter der Führung des Eunus stehende aufständische Sklaven. 133 v. Chr. wurde er zum Konsul gewählt und hatte Publius Mucius Scaevola zum Amtskollegen. Erneut bekämpfte er revoltierende Sklaven auf Sizilien, diesmal mit größerem Erfolg. Dabei stellte er die strenge Disziplin im Heer wieder her. Tapfere Soldaten belohnte er nach ihrem Verdienst, u. a. seinen eigenen Sohn. Er eroberte die Stadt Murgentium und belagerte Henna, wie dort entdeckte Schleuderbleie belegen, doch ergab sich diese Festung erst seinem Nachfolger. Auch sorgte er für die Getreideversorgung Roms. In der Folgezeit wirkte er als entschiedener Gegner des Gaius Gracchus und bekämpfte vor allem 123 v. Chr. dessen Getreidegesetz. Möglicherweise war er 120 v. Chr. Zensor, doch wird dies nur aus der ihm bisweilen beigelegten Bezeichnung als Censorius gefolgert. Wegen seiner Rechtschaffenheit bekam er das zweite Cognomen Frugi.

## Annalen
Als Geschichtsschreiber legte Piso eine Geschichte Roms in mindestens sieben Büchern vor, die den Titel Annales trug. Er ist ein Vertreter der älteren Annalistik, zu der auch Quintus Fabius Pictor, Marcus Porcius Cato der Ältere und Lucius Cassius Hemina zählen. Wahrscheinlich verfasste Piso sein Geschichtswerk wie andere senatorische Historiographen erst nach dem Ende seiner politischen Laufbahn, also frühestens in den 120er Jahren v. Chr. Seine Annalen begannen mit der sagenhaften römischen Frühzeit, nämlich der Ankunft des Aeneas in Latium, und reichten bis mindestens zum Jahr 146 v. Chr. Von ihnen blieben nur knapp 50 Fragmente erhalten.
Die römische Sagengeschichte behandelte Piso ausführlich. So wurde im ersten Buch über die Frühzeit und die Königszeit berichtet, und auch ein Teil von Buch 2 war noch der Endphase der Königszeit gewidmet. Dagegen behandelte Piso die frühe Römische Republik nur relativ kurz; sie füllte den restlichen Teil des zweiten Buches aus. Nach dem Zeugnis eines erhaltenen Fragments reichte Buch 3 mindestens bis 304 v. Chr., da in diesem Bruchstück über die kurulische Ädilität des Gnaeus Flavius berichtet wird. Die nächsten vier Bücher stellten einen Zeitraum von etwas mehr als 150 Jahren dar, woraus ersichtlich ist, dass Piso über die Geschichte der mittleren Republik und vor allem seiner eigenen Lebenszeit wieder eingehender berichtete. Für die Bücher 3–6 liegen keine Zitate mit Buchangabe vor, sodass die Stoffverteilung in diesem Abschnitt des Werks unbekannt ist. Das späteste erwähnte Ereignis der erhaltenen Fragmente stammt aus Buch 7 und schildert die Feier der Säkularspiele von 146 v. Chr. Falls auch noch, wie oft vermutet, Pisos Konsulat des Jahres 133 v. Chr. dargestellt war, könnte der Gesamtumfang des Werks 8 Bücher betragen haben.
Der deutsche Althistoriker Conrad Cichorius schreibt dem historischen Werk des Piso wegen der allgemein bezeugten Rechtschaffenheit des Verfassers eine hohe Glaubwürdigkeit zu; es sei daher im Gegensatz zu den Werken jüngerer Annalisten noch relativ frei von bewussten Fälschungen und Legendenbildungen gewesen. In den Fragmenten ist noch erkennbar, dass Piso historisch nicht gesicherte Anekdoten im Konjunktiv erzählte. Andere Altertumswissenschaftler wie Kurt Latte wenden sich aber gegen eine Überschätzung von Pisos Zuverlässigkeit.
Den Stoff präsentierte Piso in Form einer streng annalistischen Chronik. Vermutlich eröffnete er die einzelnen Jahresberichte mit der Nennung der Konsuln und führte auch andere hohe Magistrate an. Zu seinen Eigentümlichkeiten gehörte offenbar, bei der Erwähnung der Namen hoher Beamten auch den Namen von deren Vätern hinzufügen. So bringt er in dem von Aulus Gellius erhaltenen Bericht über die Ädilität des Gnaeus Flavius dreimal dessen vollen Namen Gnaeus Flavius, Anni filius. Die fortlaufende, sich immer gleichartig wiederholende annalistische Erzählung war wahrscheinlich häufig dürftig und trocken, doch verstand es Piso im Fall der Möglichkeit eines ausführlicheren Berichts über einzelne Ereignisse, den Stoff in einer altmodisch-wuchtigen Darstellungsweise vorzutragen. Cicero urteilte über Pisos knappen und schlichten Stil negativ.
Bei der in seinem Werk vorherrschenden streng konservativen Geisteshaltung orientierte er sich an den Origines des Cato. Er tadelte die nach seiner Meinung stark zunehmende Sittenlosigkeit der römischen Jugend seiner Zeit und verherrlichte das wahre Römertum vergangener Zeiten. Anscheinend verfolgte er mit seinem Werk auch den pädagogischen Zweck, zur Rückkehr zu den gesunden Sitten der als Vorbild präsentierten alten Zeit zu mahnen. Dabei zeigen einige der erhaltenen gebliebenen Anekdoten seines Werks große Neigung zu schulmeisterlichem Moralisieren. Er streute in die Darstellung auch topographische und religionshistorische Einzelheiten ein und brachte rationalistische Erklärungen sagenhafter Überlieferungen. So deutete er die in der römischen Mythologie vorkommende Verräterin Tarpeia in eine Heldin um.

## Rezeption
Reden Pisos aus seiner politischen und gerichtlichen Tätigkeit erwähnt Cicero, doch waren sie schon zu dessen Lebenszeit nicht mehr vorhanden. Pisos Annalen übten größere Nachwirkung aus, scheinen aber trotzdem eher selten benutzt worden zu sein. Offenbar wurden sie vor allem für die Frühgeschichte Roms und der Römischen Republik exzerpiert. Das Werk diente u. a. dem römischen Geschichtsschreiber Titus Livius als Quelle. Dieser zitiert Piso insgesamt sechsmal, und zwar zunächst für die Geschichte des Tarquinius Superbus, dann für die Sezession des Jahres 494 v. Chr. und für die ersten in den Tribut-Comitien gewählten Volkstribunen des Jahres 471 v. Chr. Erst nach langer Pause zitiert er Pisos Werk für die Jahre 305 und 299 v. Chr., aber beide Male nur als Nebenquelle, um daraus von seinem Hauptgewährsmann abweichende Angaben zu berichten. Dennoch dürfte Livius in der ersten Dekade seines Geschichtswerks Piso öfters herangezogen haben, ohne ihn deswegen immer ausdrücklich zu nennen. In den späteren Dekaden nennt er Piso nur noch einmal im Rahmen seiner Darstellung des Zweiten Punischen Kriegs; daher verwendete er ihn für diese späteren Partien wohl nur in sehr geringem Umfang als Quelle.
Für Dionysios von Halikarnassos war Piso eine wichtige Quelle zur Darstellung der alten römischen Geschichte. Dies gilt vor allem für die Darstellung der sagenhaften Königszeit, doch führt er ihn auch für Ereignisse der älteren Republik der Jahre 439 und 399 v. Chr. an. Auch Plinius der Ältere wählte sich Piso öfters als Gewährsmann und zitierte ihn in seiner Naturgeschichte 13 Mal namentlich. Er dürfte ihn aber auch an anderen Stellen verwendet haben, da er ihn in den Quellenverzeichnissen zu 15 Büchern seiner Naturgeschichte als Informanten nennt. Cicero und wohl auch Aulus Gellius sahen Piso ebenfalls ein; letztgenannter Autor brachte auch zwei längere wörtliche Zitate aus Pisos Annalen. Ein weiterer Benutzer war Varro, aus dessen Werken vermutlich u. a. Macrobius, Servius, Arnobius, Tertullian, Lactanz und Plutarch Piso-Zitate entnahmen. Von den Grammatikern wurde Pisos Werk fast gänzlich – wohl aufgrund der schlichten Ausdrucksweise des Verfassers – vernachlässigt. Einzig Priscian führt daraus zwei Stellen an.